# Dionigi di Alicarnasso
Dionigi di Alicarnasso, detto anche Dionisio (in greco antico: Διονύσιος Ἁλικαρνασσεύς?, Dionýsios Halicarnassèus; Alicarnasso, 60 a.C. circa – 7 a.C.), è stato uno storico e insegnante di retorica greco antico, vissuto durante il principato di Augusto.
La sua opera principale è Antichità romane.

## Biografia
Nato ad Alicarnasso (odierna Bodrum, in Turchia), antica e florida colonia greca della Caria (una regione costiera dell'Anatolia occidentale), al secolo compresa nella provincia romana dell'Asia Proconsolare, Dionigi, come per tanti altri intellettuali greci del suo tempo, si trasferì a Roma, dove sviluppò i suoi molteplici interessi culturali grazie alla frequentazione di personaggi come Quinto Elio Tuberone, membro di una famiglia in cui erano ben vivi gli interessi giuridici.
Dionigi divenne ben presto un capofila dell'atticismo, la corrente che intendeva porre un argine allo stile oratorio pomposo che si era affermato in epoca ellenistica nell'ambito del cosiddetto "asianesimo": Dionigi, in contrapposizione a tale stile misto di prosa e poesia, sostenne i modelli oratori dell'età classica.
Dopo la fine della seconda Guerra civile romana (44-31 a.C.) passa ventidue anni a studiare la lingua e la letteratura latina nonché a preparare i materiali per la sua storia. In questo periodo diede lezioni di retorica. La data della sua morte non è nota, si suppone poco dopo il 7 a.C., anno di pubblicazione delle Antichità romane.

## Opere

### Opere storiche
La sua opera maggiore, intitolata Ῥωμαικὴ ἀρχαιολογία (Rhōmaikḕ archaiologhíā, Antichità romane), abbraccia la storia romana dal periodo mitico fino all'inizio della Prima guerra punica. L'opera era divisa in venti libri, di cui rimangono interi i primi nove; il decimo e l'undicesimo sono quasi completi e degli altri libri rimangono frammenti negli estratti di Costantino Porfirogenito ed una epitome scoperta in un palinsesto da Angelo Mai a Milano.
I primi tre libri di Appiano di Alessandria e la Vita di Camillo di Plutarco incorporano molto del lavoro di Dionigi. Dionigi vuole far conoscere in modo dettagliato ai Greci la storia di Roma, città che ha conquistato il mondo e che da più di un secolo controlla la Grecia, perché gli storici greci, pur interessandosi della storia romana, non l'hanno mai trattata in maniera particolareggiata. Dionigi tiene soprattutto a dimostrare come i Romani discendano dai Greci: 17 secoli prima della guerra di Troia, il popolo da cui derivano, gli Aborigeni, sarebbero emigrati dall'Arcadia e si sarebbero stabiliti in Italia. A questa prima ondata sarebbero seguite poi altre migrazioni di popoli greci, i Pelasgi e gli  Àrcadi.
Sottolineare la comune origine di Greci e Romani ha per Dionigi un significato ben preciso: vuole appianare le diversità tra i due popoli e auspicare una partecipazione diretta delle classi dirigenti greche al governo di Roma. Secondo lui, la storia è un insegnamento filosofico che procede per esempi, concetto preso dalla visione dei retori Greci. Tuttavia Dionigi ha consultato accuratamente le migliori autorità: la sua opera e quella di Livio sono gli unici resoconti ancora esistenti che siano coerenti e dettagliati.

### Opere retoriche
Dionigi è stato anche autore di diversi trattati di retorica, con i quali dimostra di aver studiato approfonditamente i migliori modelli attici: 
- "Sulla disposizione delle parole" (Περὶ συνθέσεως ὀνομάτων - Perì synthèseōs onomátōn), dove tratta la combinazione delle parole secondo i diversi stili dell'oratoria.
- "Sulla mimesi" (Περὶ μιμήσεως - Perì mimḕseōs), sui migliori modelli ed il modo in cui possono essere imitati - un'opera frammentaria.
- "Sugli oratori attici" (Περὶ τῶν Ἀττικῶν ῥητόρων - Perì tṑn Attikṑn rhētòrōn), un trattato sui dieci oratori secondo il canone di Cecilio di Calatte: ci è giunto per intero il primo libro, contenente le parti che riguardano Lisia, Isocrate ed Iseo; del secondo libro ci è giunta una breve parte che riguarda Demostene: "Sul mirabile stile di Demostene" (Περὶ λεκτικῆς Δημοσθένους δεινότητος - Perì lektikḕs Dēmosthènūs deinótētos), con l'analisi stilistica.
- "Sul carattere di Tucidide" (Περὶ Θουκυδίδου χαρακτῆρος - Perì Thūkydídū charaktḕros); un breve saggio sull'opera di Tucidide.
- "Su Dinarco" (Δείναρχος - Dèinarchos), un altro degli oratori del canone.
- "Arte retorica" (Τέχνη ῥητορική - Tèchnē rhētorikḕ), un insieme di saggi sulla teoria della retorica: probabilmente l'opera è posteriore.
- Lettere retoriche: una lettera scritta a Pompeo Gemino e due ad Ammeo.